# Красотел Глазунова
Красотел Глазунова (лат. Calosoma (Callisthenes) glasunovi) — редкий вид жужелиц-красотелов из подрода Callisthenes. Эндемик Узбекистана. Впервые обнаружен в 1892 году, первое научное описание выполнено в 1900 году. Последние находки датируются 2002 годом. Ареал включает в себя окрестности хребта Нуратау. Крупный жук длиной до 31 мм. Окрас в синих, реже чёрных, зелёных или бронзовых тонах. Питается мелкими насекомыми и их личинками. Занесён в Красную книгу Узбекистана и охраняется в Нуратинском заповеднике.

## История открытия
Первое описание вида было сделано русским энтомологом Андреем Петровичем Семёновым-Тян-Шанским в 1900 году на основании трёх экземпляров (2 самца и самка) найденных в 1892 году русским энтомологом и членом Русского энтомологического общества Дмитрием Константиновичем Глазуновым (1869—1914). Видовой эпитет был дан в его честь. Дополнительные экземпляры не были известны на протяжении практически ста лет, пока самка не была обнаружена профессором Г. С. Медведевым в мае 1984 года на горном хребте Нуратау, в 6 км южнее посёлка Фариш. В 2001 году специальные поиски этого вида на территории Нуратинского заповедника не увенчались успехом. Однако в 2002 году целевая экспедиция, состоящая из сотрудников Государственного биологического музея (Москва) и сотрудников Нуратинского заповедника (Джизакская область, Узбекистан), в округе того же селения Фариш собрала много экземпляров красотела Глазунова.

## Ареал и местообитание
Эндемик Узбекистана. Все экземпляры были обнаружены только вдоль хребта Нуратау, около посёлков Искандер, Сентяб и Фариш. В районе Искандера, расположенного в окрестностях Самарканда, вероятно, вымер. Обитает на равнинах и горных склонах, покрытых разнотравной растительностью, в диапазоне 600—1000 м над уровнем моря.

## Описание
Красотел Глазунова относится к группе видов Callisthenes kuschakewitschi, которая характеризуется следующими признаками. Крупные жуки с длиной тела 20—31 мм. Голова утолщенная. Глаза, как правило, умеренно выпуклые. Челюсти относительно длинные, равномерно вогнутые или же длинные, узкие и слегка вогнутые. Лобные борозды могут быть как мелкими, так и относительно глубокими. Лоб и темя в грубой пунктировке, а также с морщинками. Шея, как правило, с редкими точками или почти гладкая. Верхняя губа чуть шире или не шире наличника, сильно зазубренна. Усики короткие, едва доходящие до надкрыльев. 5—11-й сегменты усиков сверху с продольной голой полоской. Щупики слегка расширены. Предпоследний членик губных щупиков несёт три-четыре щетинки. Зуб ментума короче боковых лопастей. Субментум с одной парой щетинконосных пор.
Переднеспинка обычно в редкой грубой пунктуровке и морщинках. Срединная продольная линия нечеткая; базальная ямки неглубокие. Выступы задних углов короткие. Бока переднеспинки равномерно округлые или округлые кпереди, а затем суженные до задних углов.
Надкрылья овальные или коротко-овальные, обычно выпуклые с ширко-окаймлёнными краями и сглаженной скульптурой. Крылья редуцированы.
Метэпистернум гладкий, грубо-пунктированный или грубо-морщинистый, реже тонко-пунктированный; незначительно больше или равен своей ширине. Брюшные стерниты обычно гладкие, реже с редкими морщинками и пунктурами; бороздка стернума, как правило, глубокая, хорошо выражена. Ноги нормальной длины; передние лапки самцов с двумя или тремя расширенными сегментами, несущих волосатые подушечки на концах. Задние лапки с боков сдавлены.
Окраска вариабельная. Голова, переднеспинка и надкрылья могут быть синими, тёмно-синими, сине-фиолетовыми, фиолетовыми, чёрными, чёрными с синим, зелёным или бронзовым отливом, реже равномерно бронзовые или зелёные. Вентральная поверхность тела синяя или чёрная, часто с синим, фиолетовым или зелёным отливом.

## Биология
Образ жизни красотела Глазунова изучен недостаточно. Известно, что жуки активны в апреле. В году развивается одно поколение. Жуки являются хищниками, которые питаются мелкими насекомыми и их личинками.

## Классификация
Род красотелов односится к семейству жужелиц. Внутри подрода Callisthenes, этот красотел относится к группе видов Callisthenes kuschakewitschi, которая включает в себя красотел Глазунова и собственно Callisthenes kuschakewitschi для которого описано 4 подвида.

## Охрана
Красотел Глазунова занесён в Красную книгу Узбекистана, где ему присвоен статус «Уязвимый». Охраняется в Нуратинском заповеднике. К лимитирующим размножение факторам, которые представляют угрозу существованию вида, можно отнести чрезмерный сенокос и перевыпас, водную эрозию почвы, а также масштабное использование пестицидов.